# Amayo no Sanbai Kigen

L'Amayo no Sanbai Kigen (雨夜三盃機嫌) est un livre illustré représentant quarante-quatre acteurs kabuki de la région de Kamigata du début de l'époque d'Edo. Il est publié en 1693 comme livre d'impressions sur bois par Bokutekian et Sōgyū.

## Acteurs décrits
Parmi les acteurs décrits se trouvent :
- Ogino Samanojō I ;
- Yamashita Saizaburō ;
- Mizuki Tatsunosuke I ;
- Sodeoka Masanosuke ;
- Tamamura Tsuyanosuke ;
- Yoshizawa Ayame I ;
- Onogawa Ugenji ;
- Saruwaka Kosanza ;
- Sodesaki Karyū I ;
- Sakata Tōkurō ;
- Iwai Heijirō ;
- Sodesaki Iroha.

## Source de la traduction
- (en) Cet article est partiellement ou en totalité issu de l’article de Wikipédia en anglais intitulé « Amayo no Sanbai Kigen » (voir la liste des auteurs).